# جوناثان كليمنتس
جوناثان كليمنتس (بالإنجليزية: Jonathan Clements)‏ (9 يوليو 1971)؛ مترجم، كاتب سيناريو وروائي بريطاني. درس في جامعة ليدز.

## روابط خارجية
- جوناثان كليمنتس على موقع IMDb (الإنجليزية)
- جوناثان كليمنتس على موقع ميوزك برينز (الإنجليزية)